# 盛明
盛明（せいめい）は、雲南に興った後理国の段正興の時代に使用された説のある元号。使用年代不詳。
実在及び使用年代に関しては定説がない。楊慎『滇載記』にはこの元号の記載はないが、建徳に先行して盛明が存在したという記録もある。これに対し李兆洛は『紀元編』の中で盛明の項に一説として建徳を挙げている。現代の研究では、李崇智は盛明をとらず建徳をとる一方、鄧洪波は両者を別元号と見なし、盛明、建徳の順に提示している。